# أعمال شغب ريفيلون
اندلعت أعمال شغب ريفيلون بين 26 و29 أبريل 1789  في منطقة سانت أنطوان في باريس حيث كان جان بابتيست ريفيلون يمتلك مصنعًا لإنتاج ورق حائط فاخر. كان المصنع يوظف حوالي 300 شخصًا.  كان المصنع الذي شهد أعمال الشغب غير مألوف في فرنسا ما قبل الثورة، إذ كان خاليًا من النقابات العمالية في عصر كانت فيه النقابات العمالية تتحكم في معايير الجودة.
بدأت الاحتجاجات بعد انتشار شائعات مفادها أن المالك ألقى خطابًا يفيد بأن العمال، وكثير منهم من ذوي المهارات العالية، سيحصلون على أجور أقل، وبالتالي ستقل الأسعار. كان العمال يشعرون بالقلق بسبب نقص الغذاء، وارتفاع معدلات البطالة، وانخفاض الأجور بعد شتاء قاسٍ في عام 1788. ومع ذلك، كان ريفيلون معروفًا بكرمه تجاه الفقراء  وصرح بالفعل بأن أسعار الخبز يجب أن تُخفض إلى الأسعار التي يستطيع الناس تحملها (أقل من 15 سو في اليوم)، ولكن تعليقاته تم تفسيرها بشكل خاطئ على أنها قيود على الأجور. وقد أدلى بهذه التعليقات في 21 أبريل عندما كانت جمعية سانت مارغريت تناقش كتب المظالم التي أعدتها جميع الطبقات قبل أن يتم استدعاء الطبقات العامة.
بعد احتجاجات غير رسمية يوم الأحد 26 أبريل، تجمعت مجموعات من المتظاهرين في جزيرة المدينة وفي فوبورغ سان مارسيل وماريه وفوبورغ سان أنطوان في اليوم التالي لسلسلة من المسيرات الاحتجاجية. ورغم أن المسيرات الثلاث الأولى - التي استهدفت إحداها مجلس ناخبي الطبقة الثالثة - حُلت سلميًا، إلا أن المواجهات بين القوات والمشاركين في المظاهرة الرابعة أدت إلى اندلاع أعمال عنف في فوبورغ سان أنطوان ذلك المساء.
بينما لم ينجح المتظاهرون في تدمير المصنع، الذي كان يحرسه حوالي خمسين جنديًا، دُمّر مصنعٌ يملكه هنريوت، صانع نترات الصوديوم، بعد أن أدلى بتصريحات مماثلة. إلا أن مصنع ريفيون، وكذلك منزله، دُمّر في اليوم التالي. أسفرت أعمال الشغب عن مقتل 25 شخصًا وإصابة عدد مماثل تقريبًا، على الرغم من أن الشائعات أدت إلى تضخيم أعداد الضحايا. واستُخدم الحرس الفرنسي لاستعادة النظام.

## روابط خارجية
- رواية شاهد عيان عن أعمال الشغب